# Essen (Holandia)
Essen – wieś w Holandii, w prowincji Groningen, w gminie Haren. W 1215 r. w miejscowości założony został klasztor, który działał do 1594 r., kiedy to został zamknięty podczas Reformacji. Do rozpoznania możliwe jest tylko miejsce, w którym znajdował się klasztor.
Obecnie Essen znajduje się w odległości ok. 5 km od centrum największego miasta regionu - Groningen.